# Ołeksandriwka (osiedle typu miejskiego w obwodzie mikołajowskim)
Ołeksandriwka (ukr. Олександрівка) – osiedle typu miejskiego na Ukrainie, w obwodzie mikołajowskim, w rejonie wozniesieńskim. W 2001 liczyło 5944 mieszkańców, spośród których 5534 posługiwało się językiem ukraińskim, 281 rosyjskim, 98 mołdawskim, 2 rumuńskim, 1 bułgarskim, 6 białoruskim, 2 ormiańskim, 15 romskim, a 1 innym.

## Urodzeni
- Iwan Bodiul